# Greatest Hits (The Cure)
Greatest Hits è una compilation di singoli della band inglese The Cure uscita il 13 novembre 2001.

## Descrizione
L'uscita di un Greatest Hits era un obbligo contrattuale che legava i Cure qualora si fossero voluti sciogliere dalla loro etichetta madre, la Fiction. Questa compilation è stata accolta abbastanza freddamente dai fan, che speravano invece in un'accelerazione nei progetti per il nuovo album, vista la rinnovata voglia di Robert Smith di continuare con i Cure dopo il successo del Dream Tour del 2000, o perlomeno in una tracklist più significativa del sound del gruppo, ed ha avuto un mediocre riscontro nelle classifiche.
Per cercare di rendere più appetibile la raccolta, i Cure decisero di registrare per l'occasione la versione acustica di ognuno dei brani presenti nel Greatest Hits, rendendole poi disponibili su un secondo CD, chiamato Acoustic Hits, uscito insieme al primo in un'edizione limitata. La tracklist comprende due inediti, Cut Here (derivata da una demo mai resa nota del 1997 e dedicata al cantante Billy MacKenzie degli Associates, morto suicida quell'anno) e Just Say Yes (questo titolo era già noto per essere una delle canzoni mai pubblicate di Bloodflowers). Inizialmente erano previste entrambe come singoli, ma la pubblicazione di Just Say Yes è stata annullata e solo pochi cd promozionali esistono.
Alla registrazione dell'Acoustic Hits ha partecipato anche Boris Williams, storico batterista della band dal 1984 al 1993, alle percussioni.
Per promuovere l'uscita, è stato anche creato un sito, ora inesistente, che rendeva disponibili le demo iniziali per quasi tutte le 18 canzoni del disco.
Nonostante fosse una delle canzoni più note della band, Killing an Arab non venne inclusa in questa raccolta per paura delle conseguenze che un brano del genere (in italiano il titolo significa "Uccidere un arabo") avrebbe potuto avere a soli due mesi dagli attentati terroristici dell'11 settembre 2001.

## Il video
Congiuntamente al disco, è uscito anche il video omonimo, in VHS e DVD, contenente i video promozionali dei 18 singoli e un video di 30 minuti girato durante la registrazione dell'Acoustic Hits, contenente 6 canzoni.

## Tracce
1. Boys Don't Cry – 2:41
2. A Forest (shortened edit) – 4:43
3. Let's Go to Bed – 3:34
4. The Walk – 3:31
5. The Lovecats – 3:40
6. In Between Days – 2:57
7. Close to Me (remix) – 3:41
8. Why Can't I Be You? – 3:14
9. Just like Heaven (remix) – 3:32
10. Lullaby (remix) – 4:10
11. Lovesong (remix) – 3:27
12. Never Enough – 4:28
13. High (single mix) – 3:34
14. Friday I'm in Love – 3:36
15. Mint Car (radio mix) – 3:29
16. Wrong Number – 6:01
17. Cut Here – 4:09
18. Just Say Yes – 3:28

Nota: le versioni inglese e giapponese non includono The Walk ma al contrario includono The Caterpillar (3:41) e Pictures of You (remix) (4:45) rispettivamente ai numeri 5 e 12.

## TracceAcoustic Hits
1. Boys Don't Cry – 3:03
2. A Forest – 4:52
3. Let's Go to Bed – 3:34
4. The Walk – 3:26
5. The Lovecats – 3:48
6. In Between Days – 3:01
7. Close to Me – 3:44
8. Why Can't I Be You? – 3:29
9. Just like Heaven – 3:35
10. Lullaby – 4:12
11. Lovesong – 3:30
12. Never Enough – 4:46
13. High – 3:41
14. Friday I'm in Love – 3:31
15. Mint Car – 3:27
16. Wrong Number – 5:55
17. Cut Here – 4:13
18. Just Say Yes – 3:27

Nota: il CD 2, al contrario del CD 1, è uguale in tutto il mondo.

## Formazione (Acoustic Hits)
The Cure
- Robert Smith: voce, chitarra
- Simon Gallup: basso acustico
- Perry Bamonte: chitarra
- Jason Cooper: batteria
- Roger O'Donnell: organo, pianoforte
- Boris Williams: percussioni

### Altri musicisti
- Saffron: voce in Just Say Yes

## Singoli
- Cut Here (ottobre 2001). Solo in Europa. B-sides: Signal to Noise, Cut Here (missing mix)
- Just Say Yes (febbraio 2002). Solo promozionale. B-sides: Just Say Yes (acoustic)